# Omagh (distrikt)
Omagh var ett distrikt i grevskapet Tyrone i Nordirland. Huvudort för distriktet var Omagh. Distriktet var till sin area det näst största distriktet.
I samband med en distriktsreform i Nordirland 1 april 2015 slogs distrikten Fermanagh och Omagh samman till distriktet Fermanagh and Omagh. 

## Folkmängd
- 1982: 44 417
- 1992: 46 372
- 2002: 48 919
- 2004: 50 082

## Städer
- Beragh
- Carrickmore
- Dromore, Drumquin
- Fintona
- Omagh
- Sixmilecross
- Trillick